# Dominik Hašek
Dominik Hašek (Pardubice, 29 gennaio 1965) è un ex hockeista su ghiaccio ceco, fino al 1993 cecoslovacco.
Dominator, com'era anche soprannominato, è considerato uno dei migliori portieri di tutti i tempi, e sicuramente è - nel suo ruolo - il più titolato europeo della NHL.

## Carriera sportiva
Fin dalla sua prima infanzia e fino alla stagione 1988-1989 ha militato nella società della sua città, l'HC Pardubice. Poi passò al Dukla Jihlava. Il suo modello era il portiere della nazionale cecoslovacco Karel Lang.
Hašek era stato selezionato già a diciott'anni, nel 1983, dai Chicago Blackhawks al decimo giro del Draft NHL, 199º scelta assoluta. Dovette però attendere sette anni per venire finalmente chiamato in Nordamerica: giocò la sua prima partita in NHL il 6 novembre 1990 contro gli Hartford Whalers. L'incontro terminò 1-1 e Hašek bloccò 28 dei 29 tiri scagliati contro la sua porta. A Chicago Hašek non riuscì a diventare titolare, e tra il 1990 e il 1992 giocò in pratica soltanto per il farm team di Indianapolis (che milita nella IHL).
Il 7 agosto 1992 il cambio: da Chicago Dominik Hašek passa ai Buffalo Sabres, in cambio di Stephane Beauregard. E a Buffalo arriva la consacrazione. Per molti, se la sua carriera in NHL fosse iniziata prima, il portiere ceco avrebbe potuto battere più record di Patrick Roy. Nel 1998 ha guidato la sua nazionale alla medaglia d'oro ai XVIII Giochi olimpici invernali di Nagano. Resterà memorabile lo shootout nella semifinale contro il Canada. Al termine della stagione 1999-2000, travagliata da infortuni, il portiere ceco annuncia il suo ritiro. Ci ripensa per poter difendere il titolo olimpico, aggiudicandosi infine anche il Vezina Trophy come miglior portiere NHL della stagione 2001 per la sesta volta in carriera.
Nel 2001 Hašek ha oramai vinto quasi tutto. Nella sua bacheca mancava soltanto la Stanley Cup. Così in estate arriva il passaggio ai Detroit Red Wings, favoriti per il titolo. A fine stagione il suo sogno si avvera. La serie finale contro i Carolina Hurricanes, vinta 4-1, arrivò al termine di play-off straordinari per rendimento: i sei shootout messi a segno sono il record per la NHL. Poche settimane dopo la vittoria del titolo, il 25 giugno 2002 Dominator annuncia di nuovo il suo ritiro e con la famiglia si trasferisce nella Repubblica Ceca. Il richiamo del ghiaccio è però forte: un anno dopo è di nuovo a Detroit. La stagione è però difficile: una serie di infortuni lo limita, e potrà scendere sul ghiaccio solo 14 volte.
La stagione 2004-2005 non viene giocata per lo sciopero (lockout). Nell'estate 2005, in un'intervista, Hašek dichiara esplicitamente di voler tornare a giocare, per gli Ottawa Senators. L'accordo non si trova, ed il quarantenne dichiara di volersi ritirare. In extremis, il 13 luglio arriva la firma. Anche nell'estate del 2007, alla scadenza del contratto con Ottawa, Hašek pensò al ritiro.
Il 5 luglio è però arrivata la firma che ha riportato il portiere ceco ai Detroit Red Wings. Nella stagione 2007-2008 ha vinto il William M. Jennings Trophy in compartecipazione con Chris Osgood ed un'altra Stanley Cup (4-2 in finale ai Pittsburgh Penguins). In seguito, ha annunciato il ritiro per la seconda volta, ma di nuovo è ritornato sul ghiaccio dopo una stagione di stop, questa volta all'HC Pardubice, la squadra in cui era cresciuto, e che ha condotto alla vittoria del campionato 2009-2010, ottenendo 12 vittorie e 3 shutout in 13 gare di playoff. Firmò poi un contratto di un anno con i russi dello Spartak Mosca, giocando in KHL. Terminata la stagione, si prese un nuovo anno di pausa e meditò la possibilità di tornare in NHL per il campionato 2012-2013, tuttavia il lock-out lo portò al definitivo ritiro, annunciato il 9 ottobre 2012.

## Vita privata
A fianco alle sue prodezze sulla pista ghiacciata, Hašek è noto anche per il suo temperamento irascibile: nel 1996 aggredì un fotoreporter, mentre nel 2003, nel suo paese, finì sotto processo per le gravi lesioni procurate ad un avversario durante una gara di hockey in-line (fu poi assolto per insufficienza di prove).

## Successi

### NHL
- Stanley Cup coi Detroit Red Wings nel 2002 e nel 2008.
- Hart Memorial Trophy: 1997, 1998 (primo portiere della NHL ad aggiudicarsi due volte il premio)
- Lester B. Pearson Award (MVP): 1997, 1998
- Vezina Trophy: 1994, 1995, 1997, 1998, 1999, 2001
- William M. Jennings Trophy: 2001
- NHL First All-Star Team: 93/94, 94/95, 96/97, 97/98, 98/99, 00/01
- NHL All-Rookie Team: nominato nella stagione 1991-92
- Finalista del Stanley Cup coi Buffalo Sabres, sconfitti in finale dai Dallas Stars nel 1999.

### Internazionale
- Giochi olimpici invernali
  - : Nagano 1998
  - : Torino 2006
- Mondiale di hockey su ghicaccio
  - : 1983
  - : 1989, 1990
- Mondiale di hockey su ghicaccio Under-20
  - : 1983
- Europei di hockey su ghicaccio Under-18
  - : 1982
  - Miglior portiere: 1982

### Cecoslovacchia
- Campionato Cecoslovacco con HC Pardubice nel 1986-1987 e nel 1988-1989
- Portiere dell'anno: 1985-1986, 1986-1987, 1987-1988, 1988-1989, 1989-1990
- Giocatore dell'anno: 1986-1987, 1988-1989, 1989-1990

## Curiosità
A Dominik Hašek è intitolato l'asteroide 8217 Dominikhašek. Interpreta sé stesso nel film Smečka.